# Marcelline Pauper
Marcelline Pauper (nascida em 1663) foi uma das Irmãs da Caridade de Nevers. Ela pediu para receber os estigmas como retribuição por um sacrilégio cometido na capela das Irmãs, e os recebeu em 26 de abril de 1702.

A autobiografia de Pauper não foi publicada até 1871.